# Episodi di Virgin River (seconda stagione)
La seconda stagione della serie televisiva Virgin River è stata pubblicata su Netflix il 27 novembre 2020.
| n° | Titolo originale  | Titolo italiano         | Pubblicazione    |
| -- | ----------------- | ----------------------- | ---------------- |
| 1  | New Beginnings    | Nuovi inizi             | 27 novembre 2020 |
| 2  | Taken by Surprise | Colta di sorpresa       | 27 novembre 2020 |
| 3  | The Morning After | Il mattino dopo         | 27 novembre 2020 |
| 4  | Rumor Has It      | Voci di corridoio       | 27 novembre 2020 |
| 5  | Can't Let Go      | Impossibile dimenticare | 27 novembre 2020 |
| 6  | Out of the Past   | Superare il passato     | 27 novembre 2020 |
| 7  | Breaking Point    | Punto di rottura        | 27 novembre 2020 |
| 8  | Blindspots        | Punti ciechi            | 27 novembre 2020 |
| 9  | Hazards Ahead     | Pericoli futuri         | 27 novembre 2020 |
| 10 | Blown away        | Senza fiato             | 27 novembre 2020 |